# Plus jamais ça
Pour les articles homonymes, voir Plus jamais.

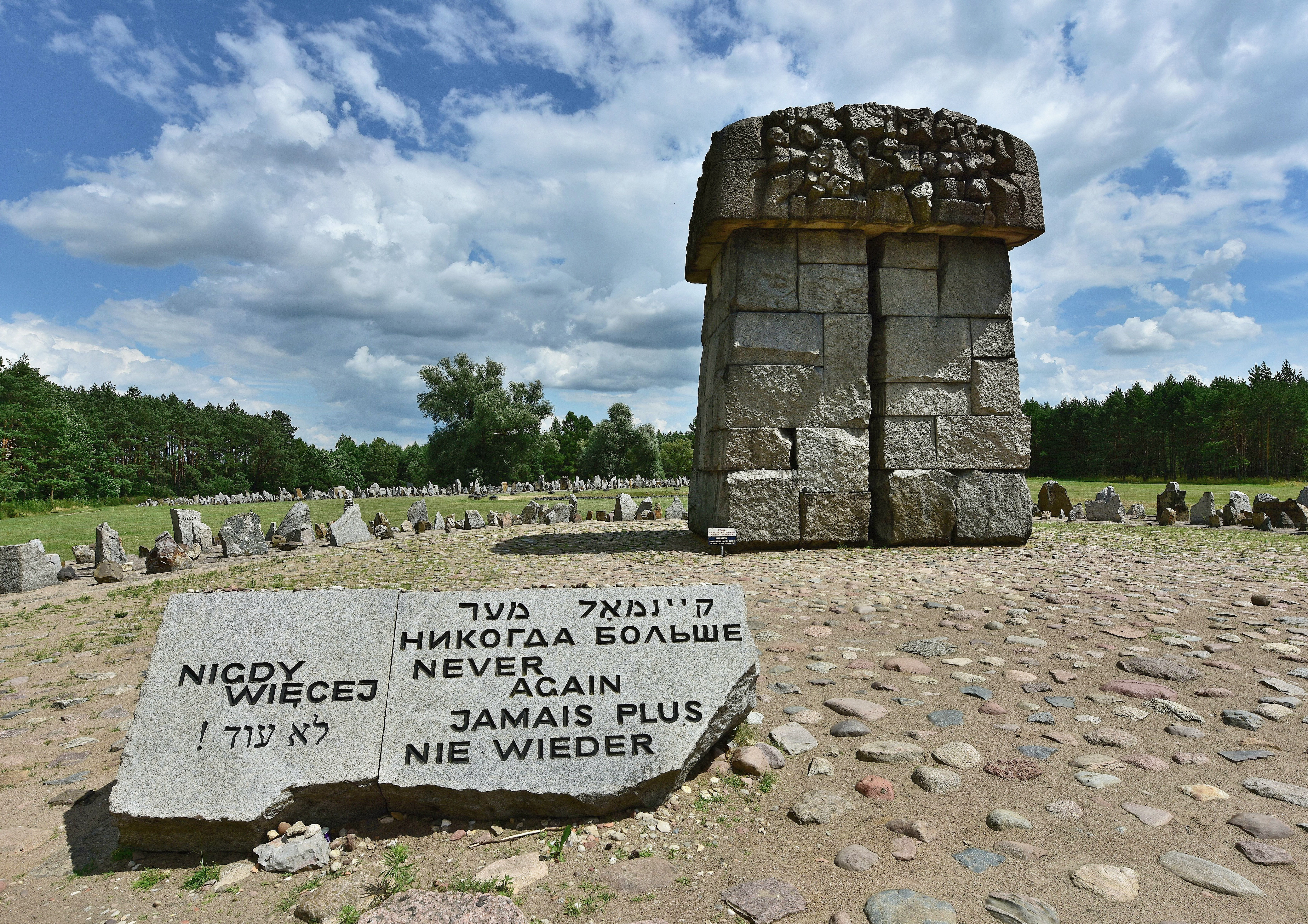
« Jamais plus » décliné en plusieurs langues sur une plaque commémorative au camp d'extermination de Treblinka.

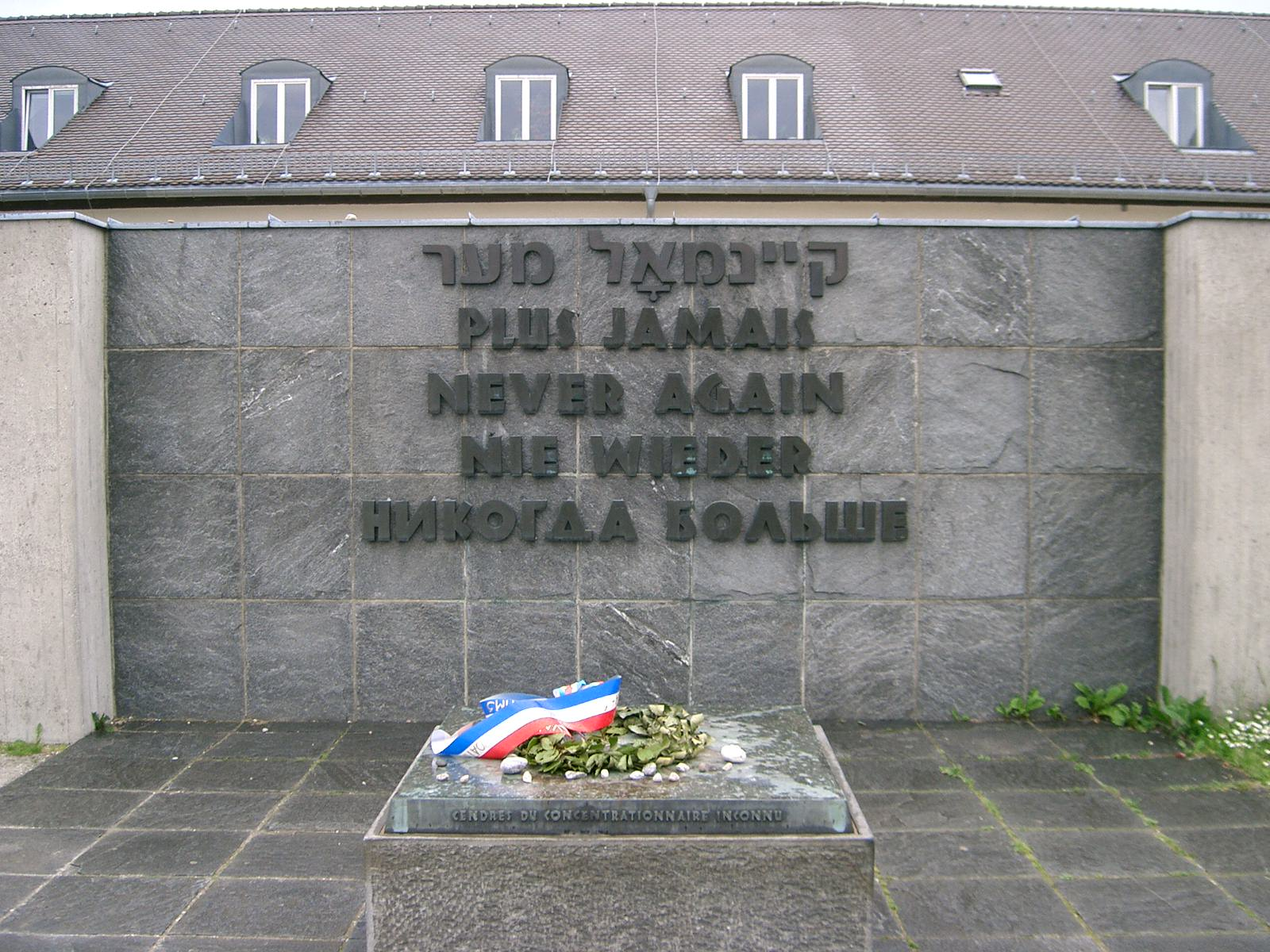
« Plus jamais » décliné en plusieurs langues, monument commémoratif au camp de concentration de Dachau.

« Plus jamais ça » (parfois aussi « plus jamais » ou « jamais plus ») est une expression ou un slogan associé à la Shoah. Cette formule remonte peut-être à un poème de Yitzhak Lamdan (en) en 1927, dont un vers dit : « Plus jamais Massada ne tombera ». Dans le cadre du génocide, ce slogan est répété par les prisonniers libérés du camp de concentration de Buchenwald, qui expriment leur sentiment antifasciste. La portée exacte de l'expression fait l'objet de débats pour déterminer si elle ne devrait être citée que pour prévenir une deuxième Shoah (en) visant les Juifs ou si, au contraire, elle est chargée du message universaliste de prévenir toutes les formes de génocide (en). La Jewish Defense League de Meir Kahane a adopté « plus jamais ça » comme slogan.
Cette expression est souvent reprise par des personnalités politiques et des auteurs et elle figure sur de nombreux monuments commémoratifs de la Shoah. D'autres mouvements se sont approprié le slogan : commémorer le coup d'État de 1976 en Argentine, promouvoir le contrôle des armes à feu, soutenir la guerre contre le terrorisme après les attentats du 11 septembre 2001…

## Origines

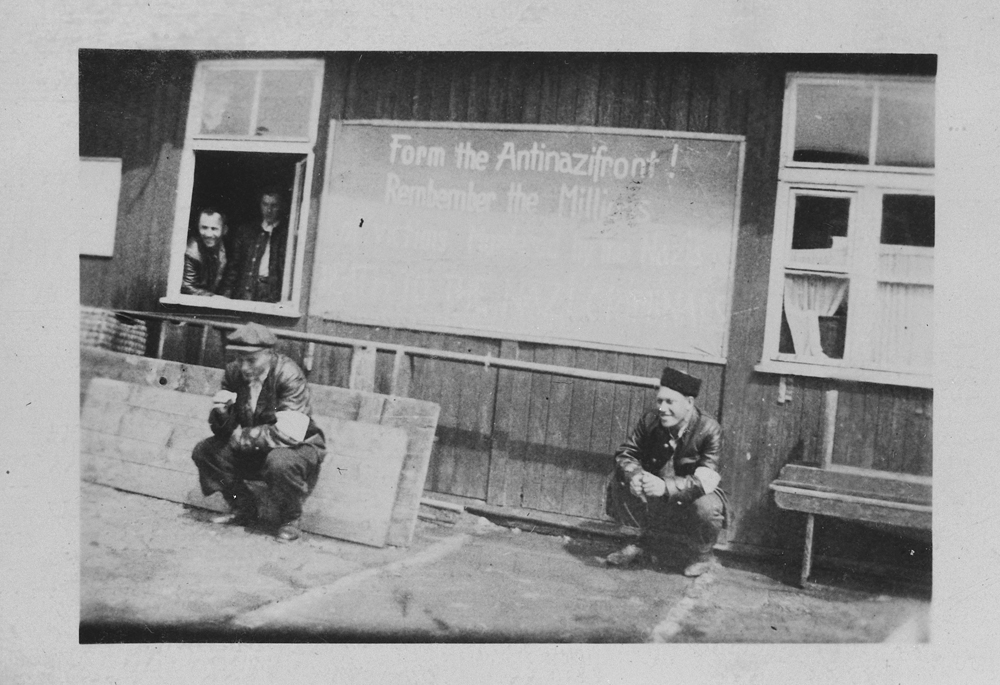
Pendant la libération de Buchenwald, une pancarte proclame : « formez le front antinazi ! Souvenez-vous des millions de victimes assassinées par les nazis / Mort aux criminels nazis ».

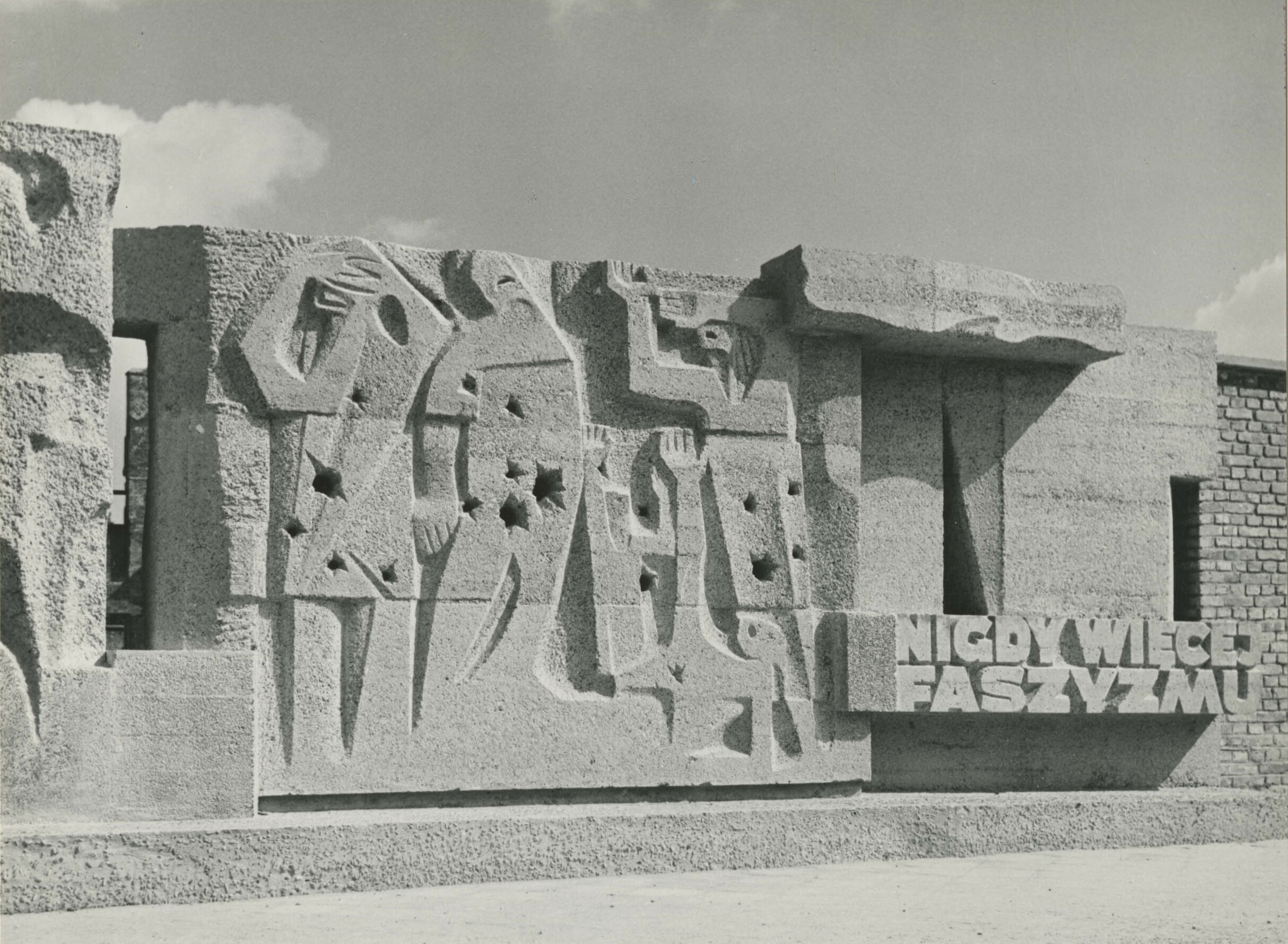
Monument commémoratif de la prison de Radogoszcz à Łódź : Nigdy więcej faszyzmu (« plus jamais le fascisme »).

L'expression « Plus jamais Massada ne tombera ! » est issue d'un poème épique de Yitzhak Lamdan (en), Massada, publié en 1927,. Le poème porte sur le siège de Massada, au cours duquel un groupe de rebelles juifs (les Sicaires) tiennent la ville contre les armées romaines et qui, d'après la légende, ont préféré le suicide collectif plutôt que tomber aux mains des adversaires. Dans le courant sioniste, l'histoire de Massada est érigée en mythe national et elle est citée comme exemple de l'héroïsme des Juifs. Le poème Masada, qui constitue l'une des œuvres les plus marquantes des premiers textes littéraires du Yichouv, atteint une immense popularité parmi les sionistes présents en Terre d'Israël et dans la diaspora. Le poème est intégré au programme scolaire officiel en hébreu et le slogan devient la devise nationale officieuse. Dans l'Israël d'après-guerre, le comportement des Juifs pendant la Shoah est perçu de manière négative par comparaison avec les défenseurs de Massada, : le premier est dénigré et assimilé à des « moutons conduits à l'abattoir (en) » tandis que les guerriers de Massada sont mis en lumière à cause de leur combat héroïque et déterminé.
Entre 1941 et 1945, le Troisième Reich et ses alliés ont assassiné environ six millions de Juifs dans un génocide appelé la Shoah. Les efforts des nazis pour appliquer leur « Solution finale » à la « question juive » ont lieu pendant la Seconde Guerre mondiale en Europe. Dans le cadre de la Shoah, la première utilisation de l'expression « plus jamais ça » remontre à avril 1945, quand les survivants récemment libérés de Buchenwald l'ont inscrit, dans plusieurs langues, sur des écriteaux qu'ils ont eux-mêmes fabriqués,. Spécialistes des études culturelles, Diana I. Popescu et Tanja Schult écrivent qu'il existait, à l'origine, une différence entre d'une part les prisonniers politiques, pour qui « plus jamais ça » renvoyait à leur lutte contre le fascisme, et d'autre part les rescapés juifs, qui enjoignaient de « ne jamais oublier » leurs familles assassinées et leurs communautés détruites. Les deux autrices pensent que la différence s'est estompée dans les décennies qui ont suivi à mesure que la Shoah prenait une dimension universelle. D'après l'Organisation des Nations unies, la Déclaration universelle des droits de l'homme est adoptée en 1948 parce que « la communauté internationale a formé le vœu de ne plus jamais laisser commettre » les atrocités perpétrées pendant la Seconde Guerre mondiale ; la Convention pour la prévention et la répression du crime de génocide est adoptée la même année,. Eric Sundquist remarque qu'à « la fondation de l'État d'Israël préside l'injonction de cultiver la mémoire des destructions — celles des temples, l'exil et les pogroms, ainsi que la Shoah — et de s'assurer que de pareils évènements ne se produiront plus jamais ». Le slogan « plus jamais » était en usage chez les kibboutzim israéliens à partir de la fin des années 1940 et le documentaire suédois Mein Kampf de 1961 y fait aussi allusion.

## Définition
D'après Hans Kellner, « décortiquer toutes les couches sémantiques contenues dans "plus jamais ça" représenterait un immense travail. Limitons-nous à signaler que cette expression, malgré l'absence de formulation à l'impératif, ordonne à quelqu'un de décider qu'un évènement ne doit jamais se produire une seconde fois. Le "quelqu'un" peut, par exemple, renvoyer aux Juifs et l'évènement désigne en général la Shoah ». Kellner suggère que l'expression comporte une allusion à « l'impératif biblique de la mémoire » (voir Zakhor: Jewish History and Jewish Memory (en)) selon le Deutéronome 5:15 : « Tu te souviendras que tu as été esclave au pays d'Égypte, et que l'Éternel, ton Dieu, t'en a fait sortir à main forte et à bras étendu » (dans la Bible, ce verset porte sur l'observance du Sabbat). Cette culture de la mémoire est présente aussi dans le commandement biblique du livre de l'Exode 23:9 : « Tu n'opprimeras point l'étranger ; vous savez ce qu'éprouve l'étranger, car vous avez été étrangers dans le pays d'Égypte ».
La signification originelle de l'expression, chez Abba Kovner comme chez d'autres rescapés de l'Holocauste, était propre à la communauté juive avant de s'étendre pour englober d'autres génocides. Des débats continuent sur la portée de « plus jamais ça » : concerne-t-elle au premier chef les Juifs (« Nous ne devons plus jamais laisser un nouvel Holocauste frapper les Juifs ») ou sa portée est-elle, au contraire, universelle (« Le monde ne dois plus jamais laisser un autre génocide se produire, quel que soit le lieu et le groupe visé ») ? Toutefois, dans la bouche des personnalités politiques, « plus jamais ça » renvoie la plupart du temps à la seconde signification. L'expression est courante dans la sphère politique allemande d'après-guerre mais avec des significations différentes. Selon l'une des interprétations, le nazisme était fondé sur la synthèse entre des courants de pensée politiques préexistants et une forme extrême de nationalisme ethnique ; aussi, il est nécessaire de rejeter toute forme de nationalisme allemand. D'autres personnalités politiques soutiennent que les nazis ont « détourné » les appels au patriotisme et qu'il faut forger une nouvelle identité allemande.
Ellen Posman, dans ses réflexions sur cette expression, note que « une humiliation passée mais souvent récente, conjuguée à une insistance sur des droits précédemment bafoués, peut inspirer un désir collectif de faire étalage de sa force, ce qui risque de vite dégénérer en violence ». Meir Kahane, rabbin d'extrême-droite, et son organisation la Jewish Defense League ont diffusé l'expression auprès de la population générale. Pour Kahane et ses partisans, « plus jamais ça » s'adresse spécifiquement aux Juifs ; en enjoignant de lutter contre l'antisémitisme, la formule représente un appel aux armes qui justifie le terrorisme contre les gens considérés comme des ennemis,,. Après la mort de Kahane en 1990, Sholom Comay, président de l'American Jewish Committee, déclare : « malgré nos profondes différences, il faut cultiver le souvenir de Meir Kahane pour le slogan "plus jamais ça", qui pour nombre de personnes est devenu le cri de guerre des Juifs après la Shoah ».

## Utilisations contemporaines

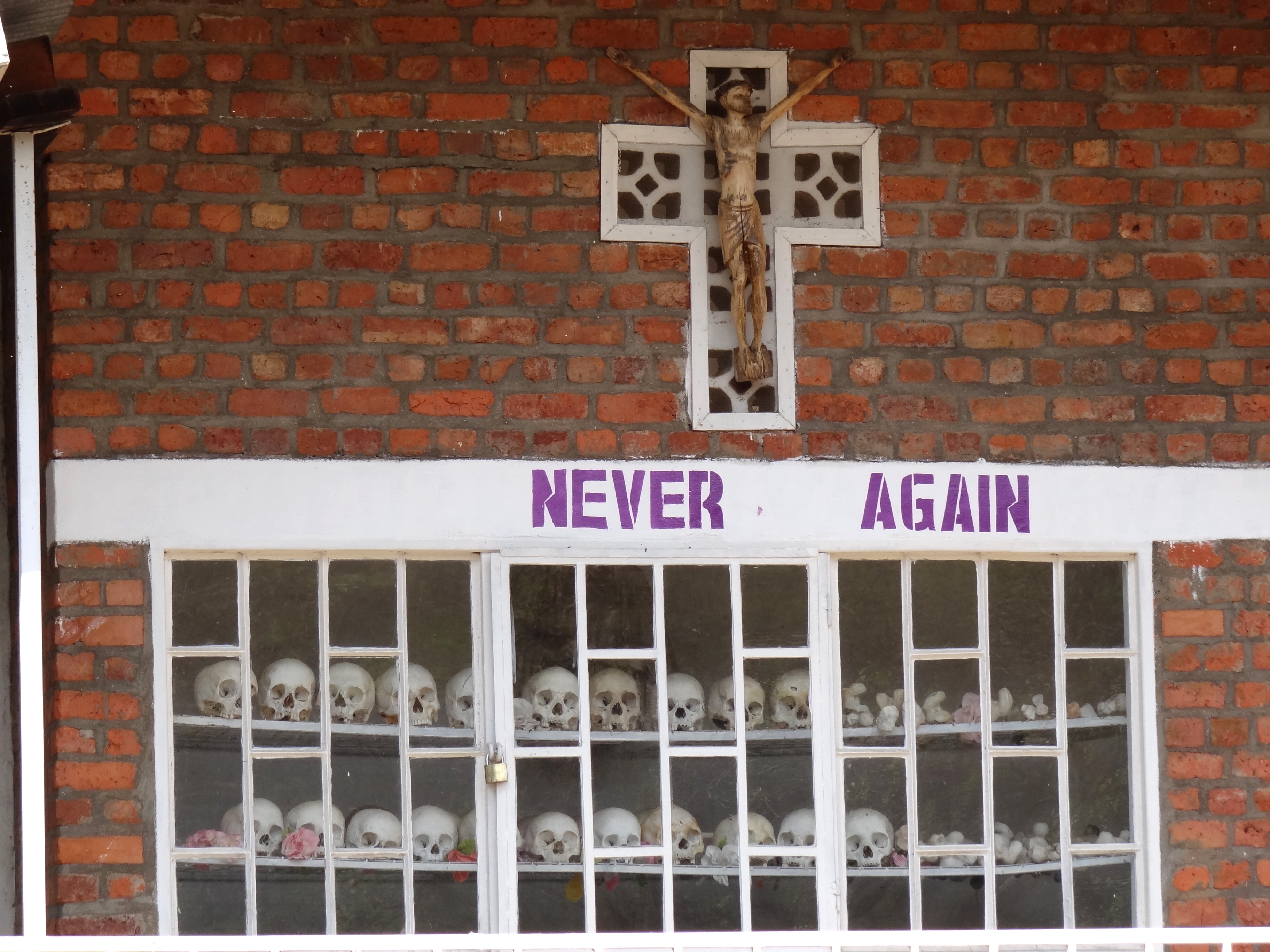
« Plus jamais » (never again), mémorial du génocide des Tutsi au Rwanda.

Pour Aaron Dorfman, « depuis la Shoah, l'attitude de la communauté juive quant à la prévention du génocide (en) peut se résumer à la philosophie morale contenue dans l'expression "plus jamais ça" ». Il faut entendre par là que les Juifs ne se laisseront plus détruire. La formule est régulièrement citée dans des commémorations officielles et elle apparaît sur de nombreux monuments et musée en mémoire de la Shoah,, dont ceux du camp d'extermination de Treblinka et du camp de concentration de Dachau ; l'expression figure également dans les monuments à la mémoire du génocide des Tutsis au Rwanda.
L'expression est souvent prononcée par les rescapés de la Shoah, les personnalités politiques, les écrivains et d'autres auteurs, qui la citent à diverses fins,. En 2012, Elie Wiesel écrit : « "Plus jamais ça" devient plus qu'un slogan : c'est une prière, une promesse, un vœu... plus jamais ne viendra la glorification de la violence vile, laide et sombre ». L'United States Holocaust Memorial Museum a cité cette expression, dans sa portée universelle, en tant que thème de ses Journées du souvenir en 2013, en incitant les peuples à rester vigilants face aux « signes annonciateurs » du génocide.
En 2016, Samuel Totten estime que « cette expression, qui autrefois représentait un avertissement puissant, est devenue un cliché » car elle est répétée alors même que des génocides sont en cours et que la condamnation du génocide tend à n'être formulée qu'après son achèvement. Aux yeux de critiques de plus en plus nombreux, l'expression est devenue creuse et banalisée. D'autres, comme Adama Dieng, pensent que des génocides se poursuivent ; au lieu de « plus jamais », ils se produisent « encore et encore », « encore et toujours » depuis la Seconde Guerre mondiale,,,,,. En 2020, plusieurs auteurs critiquant le gouvernement chinois ont rappelé l'expression « plus jamais ça » car ils estiment que le génocide des Ouïghours ne suscite qu'une faible mobilisation internationale,,,.
Plusieurs présidents des États-Unis, comme Jimmy Carter en 1979, Ronald Reagan en 1984, George H. W. Bush en 1991, Bill Clinton en 1993 et Barack Obama en 2011, ont promis que la Shoah ne se répéterait jamais et qu'ils agiraient pour mettre fin à un génocide,,. Pourtant, des génocides ont eu lieu pendant leurs exercices : les crimes du régime khmer rouge sous Carter, le génocide kurde sous Reagan, le génocide bosniaque sous Bush et Clinton, le génocide des Tutsis au Rwanda sous Clinton et le génocide des Yézidis sous Obama,. Elie Wiesel estime que si « plus jamais ça » se traduisait par des actes, « il n'y aurait pas eu de massacres de masse au Cambodge, au Rwanda, au Darfour ni en Bosnie ». Totten soutien que l'expression ne pourra reprendre sa gravitas que si « personne ne la formule, sauf ceux qui s'engagent avec sincérité et sérieux dans la prévention d'un autre génocide ».

## Autres utilisations

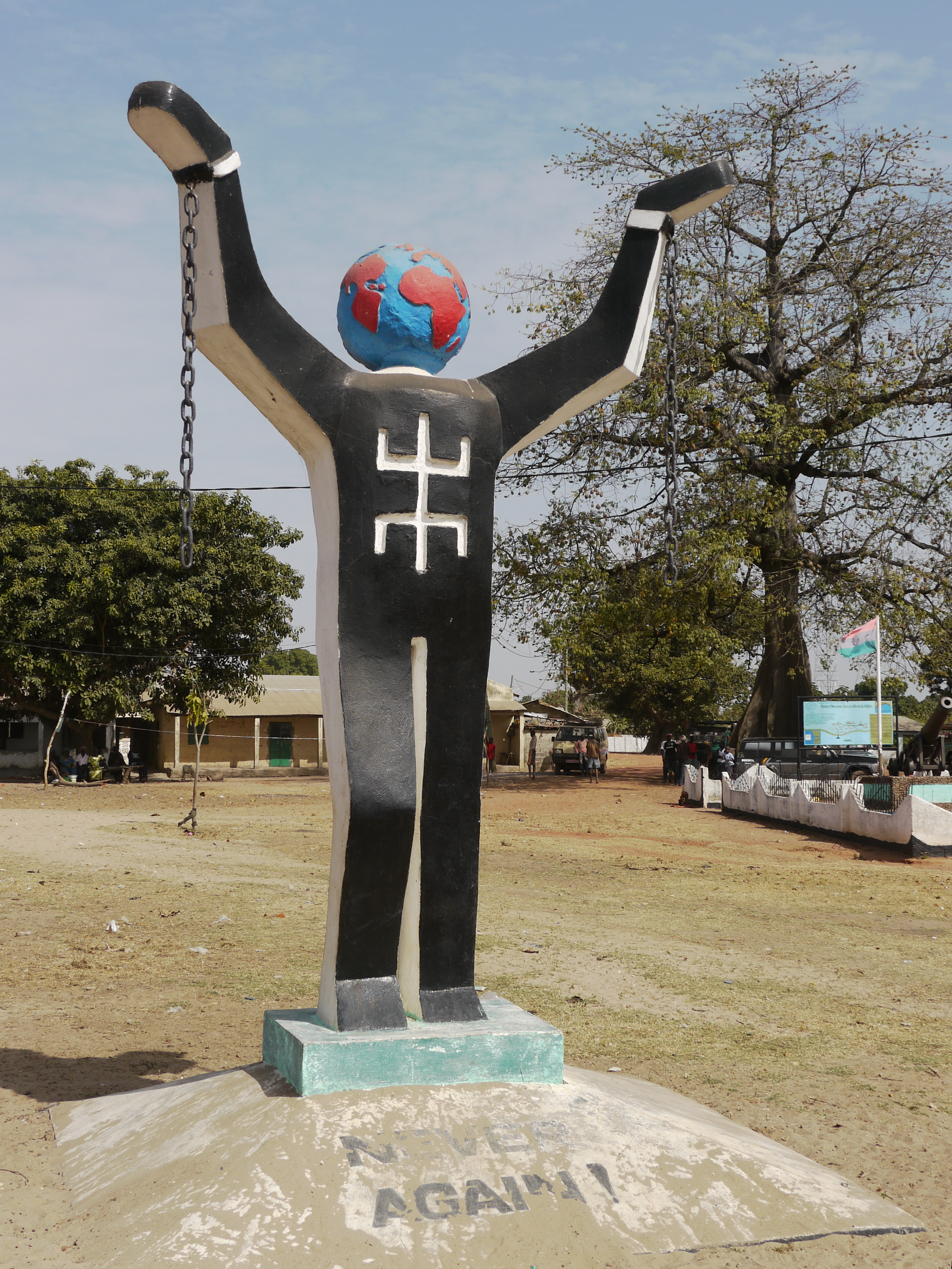
Statue sur l'île James, en Gambie, pour commémorer la fin de la traite atlantique ; elle porte les mots : never again (« plus jamais ça »).

En Argentine, l'expression Nunca más (« plus jamais ») est répétée lors des commémorations annuelles du coup d'État de 1976, afin de souligner l'opposition continue aux coups d'État, à la dictature et à la violence politique, et pour renouveler l'engagement envers la démocratie et les droits de l'homme,. « Plus jamais ça » est aussi répétée dans les commémorations de l'internement des Nippo-Américains et du Chinese Exclusion Act aux États-Unis.
Après les attentats du 11 septembre 2001, le président George W. Bush a déclaré que « plus jamais » il ne laisserait le terrorisme remporter de victoire. Cette expression s'inscrit dans sa démarche pour justifier le passage en jugement de ressortissants étrangers devant des tribunaux militaires pour les infractions relatives au terrorisme ainsi que les politiques de surveillance de masse mises en œuvre sous son gouvernement. Bush a soutenu que « les terroristes et agents étrangers ne doivent plus jamais avoir la possibilité de retourner nos propres libertés contre nous ». Ses commentaires font écho à un discours prononcé par son père, après sa victoire dans la guerre du Golfe : « nous ne devons plus jamais devenir otages du versant le plus sombre de la nature humaine ».
L'expression est aussi répétée par des groupes de militants, comme Never Again Action (en), qui s'oppose au placement en rétention des migrants aux États-Unis (en), ainsi que par Never Again MSD (en), qui milite contre la violence par armes à feu dans le sillage de la fusillade de Parkland,.

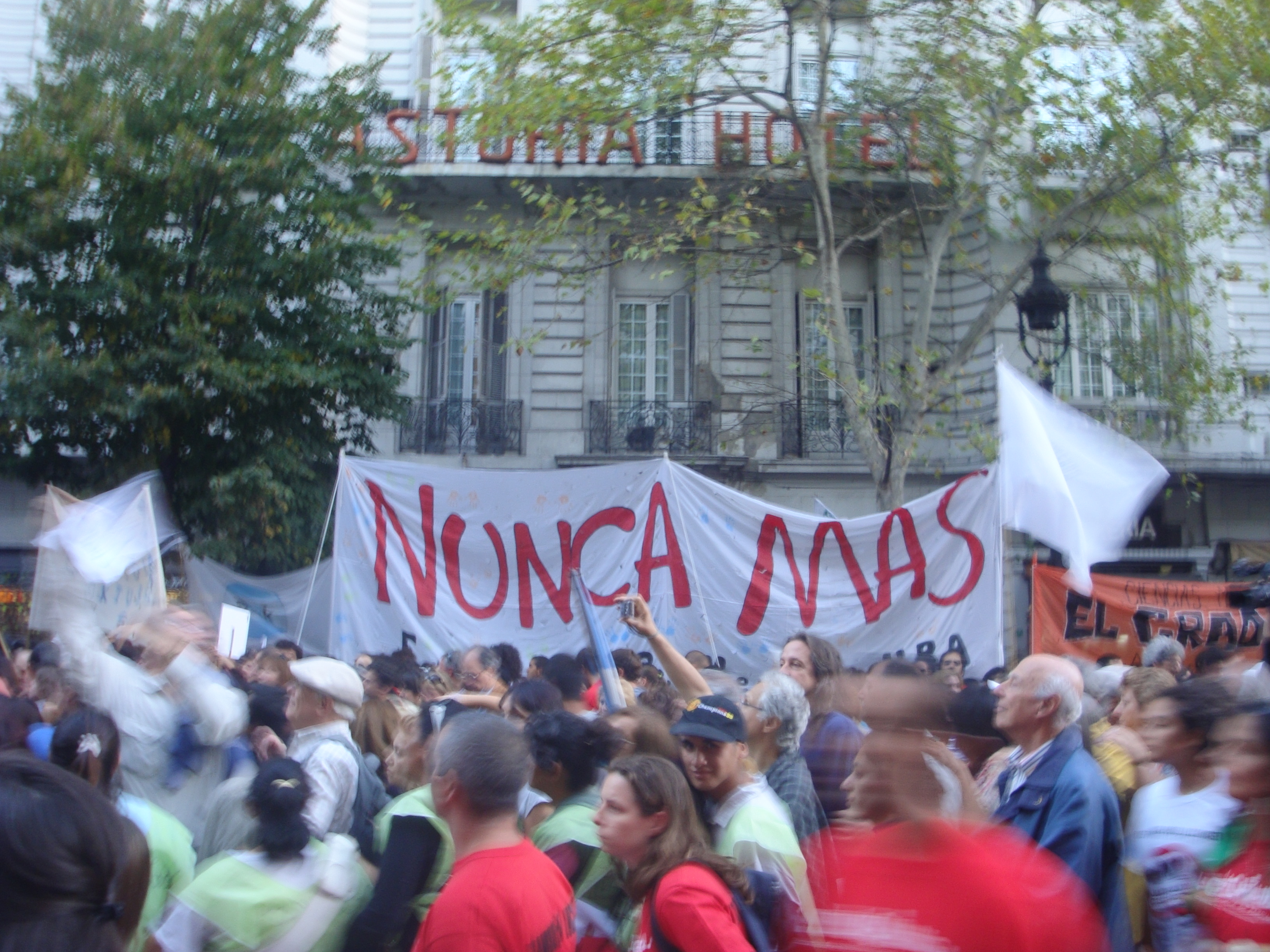
2011 : manifestants qui commémorent le coup d'État de 1976 en Argentine.
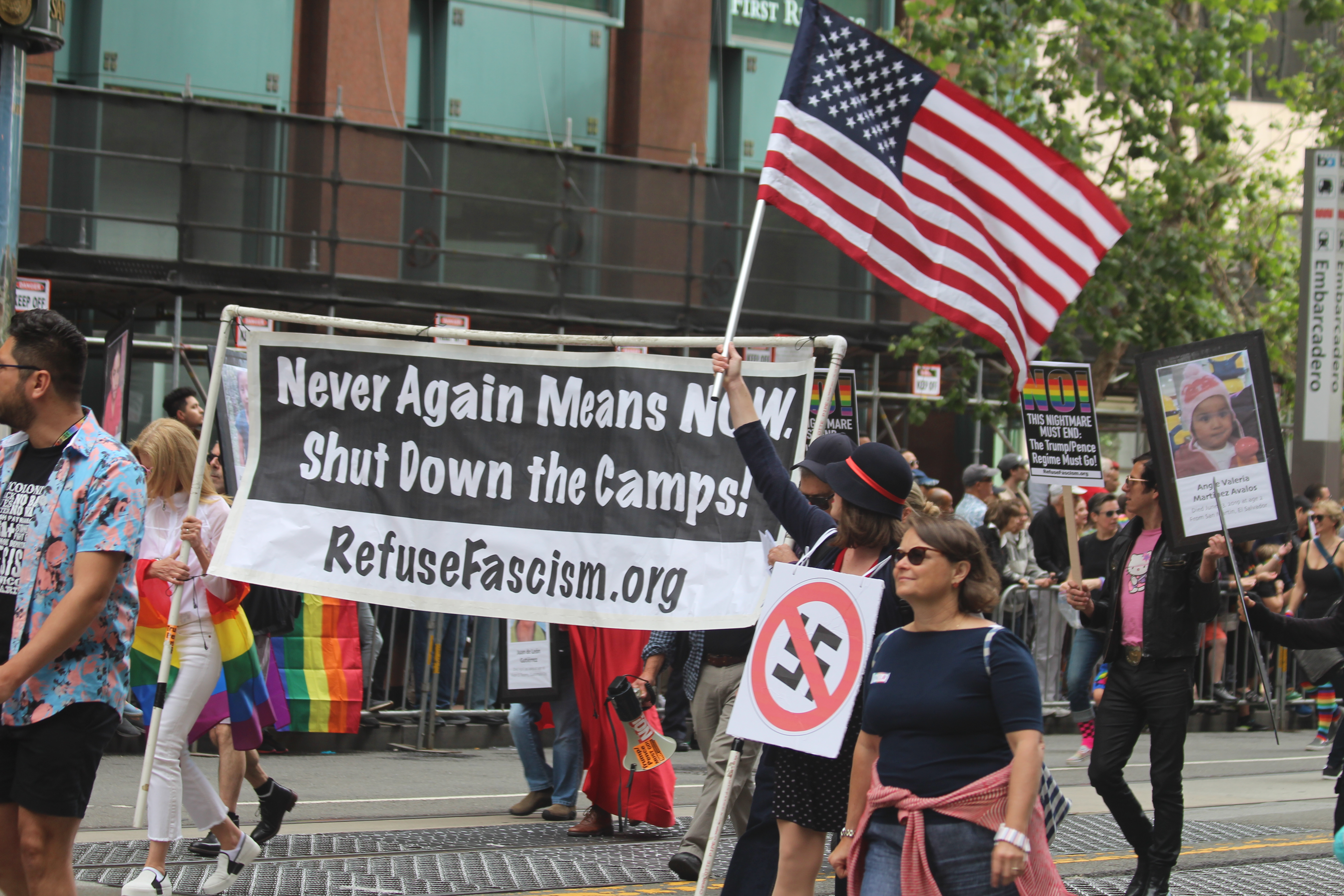
Manifestations contre le placement en rétention des migrants aux États-Unis (en).